# Kváskovice
Kváskovice jsou obec v okrese Strakonice v Jihočeském kraji. Žije v ní 123 obyvatel. Obec se rozkládá asi třináct kilometrů jihovýchodně od Strakonic.

## Historie
První písemná zmínka o obci pochází z roku 1334.

## Přírodní poměry
Ves Kváskovice leží ve výšce 483 metrů nad mořem. Celková katastrální plocha obce je 328 hektarů, z toho orná půda zabírá 59 %. Lesy zabírají pouze 10 % katastru obce. Vzhledem ke geografické poloze se tu nachází velmi málo ploch s travním porostem.

## Obyvatelstvo
| Rok            | 1869 | 1880 | 1890 | 1900 | 1910 | 1921 | 1930 | 1950 | 1961 | 1970 | 1980 | 1991 | 2001 | 2011 | 2021 |
| -------------- | ---- | ---- | ---- | ---- | ---- | ---- | ---- | ---- | ---- | ---- | ---- | ---- | ---- | ---- | ---- |
| Počet obyvatel | 231  | 247  | 233  | 207  | 198  | 213  | 180  | 140  | 127  | 92   | 85   | 114  | 103  | 109  | 107  |
| Počet domů     | 37   | 38   | 38   | 38   | 38   | 38   | 38   | 38   | 33   | 28   | 26   | 36   | 35   | 37   | 40   |

## Obecní správa
Mezi lety 1850–1909 Kváskovice patřily jako osada obce ke Skalám v okrese Strakonice. V letech 1910–1975 byly obcí. Od 1. července 1975 do 23. listopadu 1990 patřily jako část obce k Paračovu a od 24. listopadu 1990 jsou opět samostatnou obcí.

### Obecní symboly
Znak a vlajka byly obci uděleny rozhodnutím předsedy Poslanecké sněmovny Parlamentu České republiky dne 23. března 2021.

## Pamětihodnosti
- Výklenková kaple Panny Marie z poloviny 19. století se nalézá na okraji obce u silnice do Paračova.
- V obci se nachází návesní kaple Jana Nepomuckého, která byla postavena v polovině 19. století.
- U silnice na Radějovice jsou umístěná kamenná boží muka z roku 1842.
- Usedlost čp. 16 (kulturní památka ČR)
- V lesíku nad obcí postavil Jan Švec ve spolupráci s místními obyvateli roku 2007 z kamení, které se nacházelo v okolí po polích, hrad Švecburg, propagačně označovaný jako nejmenší a nejmladší hrad v České republice. Součástí stavby je i výklenková kaplička svatého Huberta.

## Galerie

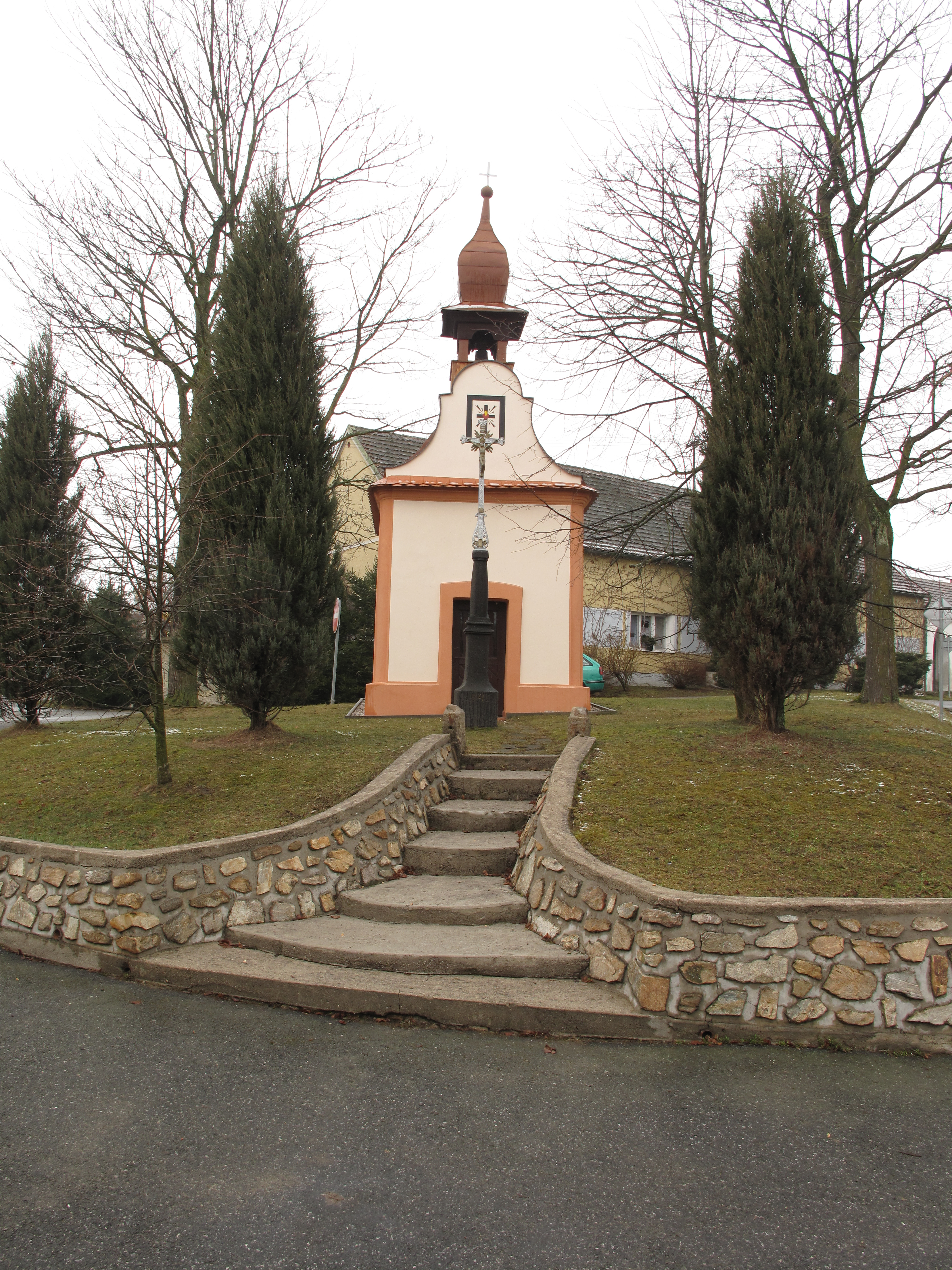
Kaple Jana Nepomuckého
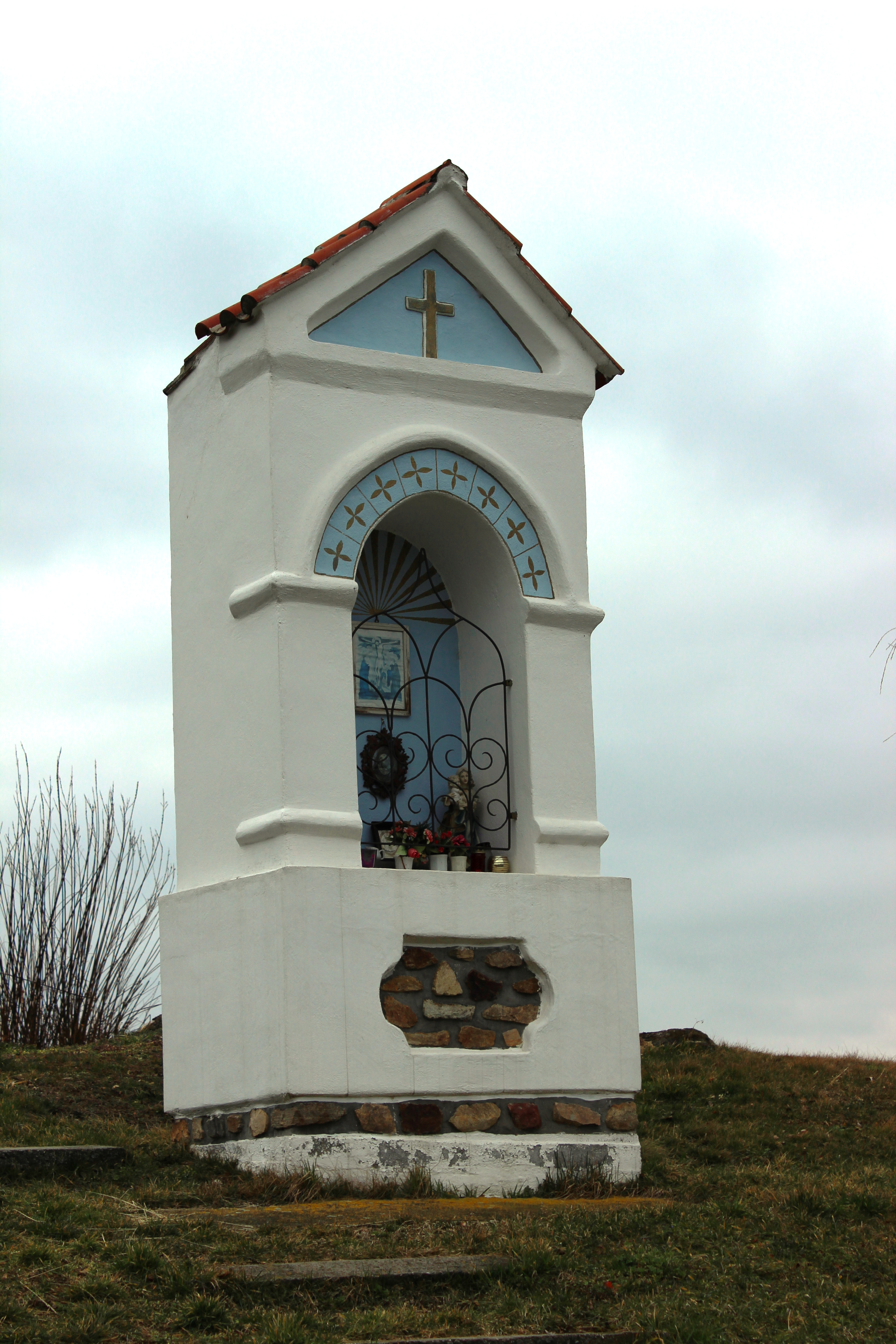
Kaple Panny Marie
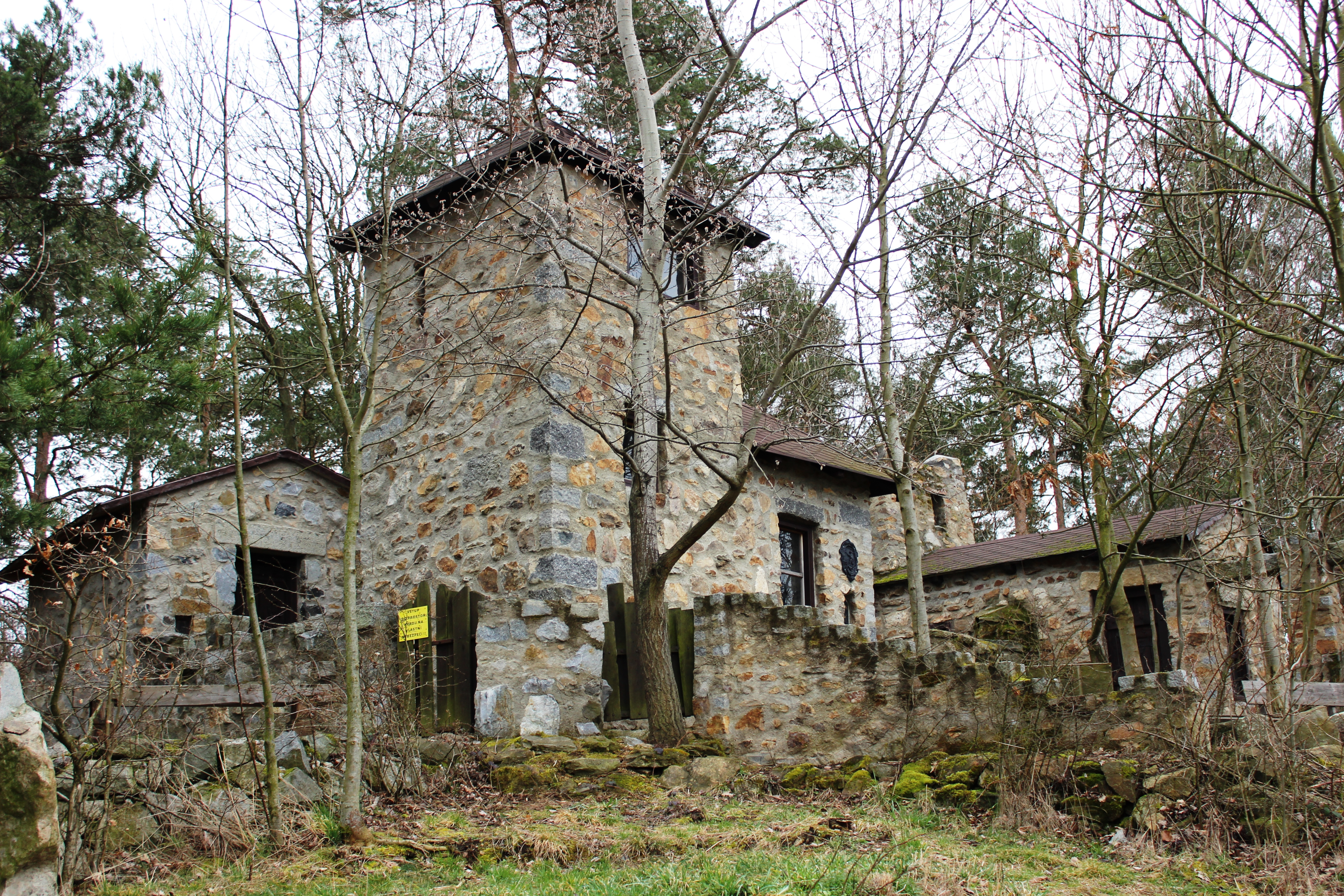
Hrad Švecburg